# Prix Samuel-Johnson
Le prix Samuel-Johnson récompense des essais publiés en langue anglaise. Fondé en 1999 grâce à une donation anonyme, il est administré par la BBC. Chaque lauréat reçoit 30 000 £, et chaque finaliste reçoit 2 500 £.
Ce prix littéraire doit son nom à Samuel Johnson.

## 2015
Le prix est attribué à NeuroTribes de Steve Silberman, un essai sur l'autisme défendant la neurodiversité.
Finalistes :
- Jonathan Bate, Ted Hughes: The Unauthorised Life, biographie non autorisée,
- Robert Macfarlane, Landmarks, sur les liens entre langue et paysages,
- Emma Sky, The Unravelling.

## 2014
Helen Macdonald pour M pour Mabel (H is for Hawk), une description lyrique de la relation entre un humain, un oiseau de proie et le chagrin du deuil
Finalistes:
- John Campbell, Roy Jenkins; A Biography, une biographie de l'homme politique britannique Roy Jenkins
- Marion Coutts, The Iceberg: a Memoir
- Greg Grandin, The Empire of Necessity: Slavery, Freedom, and Deception in the New World
- Alison Light, Common People: The History of an English Family
- Caroline Moorehead, Village of Secrets: Defying the Nazis in Vichy France

## 2013
Lucy Hughes-Hallett pour The Pike, une biographie de l'écrivain italien Gabriele D'Annunzio.
Finalistes:
- David Crane, Empires of the Dead: How One Man’s Vision led to the Creation of WWI's World Graves
- William Dalrymple, Le Retour d'un roi : La bataille d'Afghanistan
- Dave Goulson, A Sting in the Tale
- Charlotte Higgins, Under Another Sky
- Charles Moore, Margaret Thatcher: The Authorized Biography

## 2012
Wade Davis pour Into the Silence: The Great War, Mallory and the Conquest of Everest
Finalistes:
- Katherine Boo: Annawadi: Vie, mort et espoir dans un bidonville de Mumbai
- Robert Macfarlane: The Old Ways: A Journey on Foot
- Steven Pinker: The Better Angels of our Nature: A History of Violence and Humanity
- Paul Preston: The Spanish Holocaust: Inquisition and Extermination in Twentieth-Century Spain
- Sue Prideaux: Strindberg: A Life

## 2011
Frank Dikötter pour La grande famine de Mao.
Finalistes:
- Andrew Graham-Dixon:  Caravaggio: A Life Sacred And Profane (biographie du Caravage)
- Maya Jasanoff: Liberty's Exiles: American Loyalists in the Revolutionary World
- Matt Ridley: The Rational Optimist: How Prosperity Evolves
- Jonathan Steinberg: Bismarck: A Life (biographie d'Otto von Bismarck)
- John Stubbs: Reprobates: The Cavaliers of the English Civil War

## 2009
Philip Hoare pour Leviathan
Finalistes:
- Liaquat Ahamed: Lords of Finance
- Ben Goldacre: Bad Science
- David Grann: The Lost City of Z
- Richard Holmes: The Age of Wonder: How the Romantic Generation Discovered the Beauty and Terror of Science
- Manjit Kumar: Quantum: Einstein, Bohr and the Great Debate about the Nature of Reality

## 2008
Kate Summerscale pour The Suspicions of Mr Whicher Or The Murder at Road Hill House
Finalistes :
- Tim Butcher: Blood River: A Journey to Africa's Broken Heart
- Mark Cocker: Crow Country
- Orlando Figes: The Whisperers
- Patrick French: The World Is What It Is: The Authorised Biography of VS Naipaul
- Alex Ross: The Rest is Noise

## 2007
Rajiv Chandrasekaran pour Imperial Life in the Emerald City: Inside Iraq's Green Zone
Finalistes :
- Ian Buruma : Murder in Amsterdam
- Peter Hennessy : Having it so Good: Britain in the Fifties
- Georgina Howell : Daughter of the Desert
- Dominic Streatfeild : Brainwash
- Adrian Tinniswood : The Verneys

## 2006
James S. Shapiro pour 1599: A Year in the Life of William Shakespeare
Finalistes :
- Alan Bennett Untold Stories
- Jerry Brotton The Sale of the Late King's Goods
- Carmen Callil Bad Faith
- Tony Judt Post War
- Tom Reiss The Orientalist

## 2005
Jonathan Coe pour Like A Fiery Elephant: The Story of B. S. Johnson
Finalistes :
- Alexander Masters Stuart: A Life Backwards
- Suketu Mehta Maximum City
- Orhan Pamuk Istanbul
- Hilary Spurling Matisse the Master
- Sarah Wise The Italian Boy: Murder and Grave-Robbery in 1830s London

## 2004
Anna Funder pour Stasiland
Finalistes :
- Anne Applebaum, Gulag: A History of the Soviet Camps
- Jonathan Bate John Clare: A Biography
- Bill Bryson A Short History of Nearly Everything
- Aidan Hartley The Zanzibar Chest: A Memoir of Love and War
- Tom Holland Rubicon: The Triumph and Tragedy of the Roman Republic

## 2003
T.J. Binyon pour Pushkin
Finalistes :
- Orlando Figes, Natasha's Dance: A Cultural History of Russia
- Aminatta Forna, The Devil that Danced on the Water: A Daughter's Memoir of her Father, her Family, her Country and a Continent
- Olivia Judson, Dr Tatiana's Sex Advice to All Creation
- Claire Tomalin, Samuel Pepys: The Unequalled Self
- Edgar Vincent, Nelson: Love and Fame

## 2002
Margaret MacMillan pour Peacemakers: The Paris Peace Conference of 1919 and Its Attempt to End War
Finalistes :
- Eamon Duffy, The Voices of Morebath
- William Fiennes, author, The Snow Geese
- Richard Hamblyn, The Invention of Clouds: How an Amateur Meteorologist Forged the Language of the Skies
- Roy Jenkins, Churchill: a Biography
- Brendan Simms, Unfinest Hour: Britain and the Destruction of Bosnia

## 2001
Michael Burleigh pour The Third Reich
Finalistes :
- Richard Fortey, Trilobite! Eyewitness to Evolution
- Catherine Merridale, Night of Stone
- Graham Robb, Rimbaud
- Simon Sebag Montefiore, Prince of Princes: The Life of Potemkin
- Robert Skidelsky, John Maynard Keynes

## 2000
David Cairns pour Berlioz: Volume 2
Finalistes :
- Tony Hawks, Playing the Moldovans at Tennis
- Brenda Maddox, Yeats's Ghosts
- Matt Ridley, Genome
- William Shawcross, Deliver Us From Evil
- Francis Wheen, Karl Marx

## 1999
Antony Beevor pour Stalingrad
Finalistes :
- Ian Kershaw, Hitler
- Ann Wroe, Pilate
- John Diamond, C: Because Cowards Get Cancer Too
- Richard Holmes, Coleridge: Darker Reflections
- David Landes, The Wealth and Poverty of Nations

## Source
- (en) Cet article est partiellement ou en totalité issu de l’article de Wikipédia en anglais intitulé « Samuel Johnson Prize » (voir la liste des auteurs).

### Référence
1. ↑  (en-GB) Alison Flood, « 'Hopeful' study of autism wins Samuel Johnson prize 2015 », The Guardian,‎ 2 novembre 2015 (ISSN 0261-3077, lire en ligne, consulté le 12 janvier 2017)
2. ↑  (en) « Mao's Great Famine wins Samuel Johnson Prize », sur BBC news (consulté le 8 juillet 2011)